# Lutówko (województwo zachodniopomorskie)
Lutówko – osada w Polsce położona w województwie zachodniopomorskim, w powiecie myśliborskim, w gminie Barlinek.
W latach 1975–1998 miejscowość administracyjnie należała do województwa gorzowskiego.
Wieś położona przy drodze Barlinek–Przelewice. Zespół podworski w południowej części wsi. Prowadzi do niego aleja obsadzona lipą drobnolistną. W miejscowości funkcjonuje klub piłkarski KS „Iskra” Lutówko.